# 李承龍
李承龍（1958年2月13日—），男，臺北市人，臺灣政治人物，曾加入新黨並當選1994年台北市議員，1994年創立「新思維廣播電台」，2014年起擔任財團法人承天武聖廟董事長，現為中華統一促進黨捍衛隊隊長。

## 生平
- 李承龍從母姓，台灣本省人[2]，籍貫桃園縣，曾就讀西門國小、南門國中、延平中學、復興高中、辭修高中。國立中央大學化工系畢業。家族企業從事營建業，曾在中國大陸經銷青島啤酒與菸草。

- 1991年，李承龍加入朱高正創立的中華社會民主黨，擔任行政部主任，並參選第二屆國民大會代表落選，隔年被朱高正開除黨籍。

- 1994年，李承龍經朱克陸推薦加入新黨。李承龍成立了「新思維廣播電台」，為新黨台北市市長候選人趙少康助選，並獲得新黨推薦成為台北市議員候選人，丁庭宇曾因提名作業中的糾紛批評李承龍是「新黨中的紅衛兵」，最終李承龍順利當選。

- 1995年，新黨舉辦募款活動，為新思維廣播電台募得新台幣550萬元。李承龍從募款所得中提撥新台幣300萬元成立「新台灣研究中心」，此舉被批評為斂財，以致於與黨內不合而退黨，成為當時唯一的無黨籍市議員。

- 李承龍任職台北市議員期間，曾多次與陳水扁市府官員發生衝突。1997年，曾推打臺北市政府都市發展局局長張景森。1998年，因不滿臺北市政府交通局局長賀陳旦在質詢中的回答，動手毆打賀陳旦等官員，向擔任會議主席的議員秦茂松丟擲保溫杯，並與勸架的議員陳永德扭打。台北市議會作出停止李承龍出席議會三個月的處份，台北地檢署檢察官戴東麗偵查後以刑法傷害罪及妨害公務等罪起訴。

- 1996年李承龍聲援民進黨中評會主委謝長廷，表示謝長廷被誣指接受宋七力政治獻金是「政治陰謀」；李承龍認為整個事件由江正、陳江麗花等人策劃，指稱有調查局人員涉入宋七力案，與江正、陳江麗花夥同黑道份子、司法黃牛、神壇神棍等組成「倒謝集團」。

- 在1998年印尼排華事件發生後，1998年8月10日，李承龍率領支持群眾至台北市民生東路駐台北印尼經濟貿易代表處抗議，抗議群眾對代表處丟擲雞蛋並潑灑尿液，代表處副處長透過翻譯表示「有關印尼國慶當日是否有排華運動，是印尼國家政策」，李承龍憤而掌摑代表處副處長[3]。

- 1999年寫了一本書名為「看謝長廷抓耙子這條路」的書，指稱謝長廷是「調查局」埋伏在黨外的「高級線民」。後來與台灣之聲電台主持人許榮棋在環球電視台節目裡指李敖也是調查局線民，負責監控彭明敏，還認為李敖坐牢的真正原因是因為監控彭明敏工作發生差錯，導致彭明敏成功偷渡離台等等，被李敖控告。

- 李承龍後來加入中華統一促進黨。2015年起李承龍積極參與愛國同心會活動[4]。

- 2015年7月25日，在反課綱運動期間，李承龍自稱「公民記者」身份進入國立臺灣大學副校長陳良基的辦公室，當時陳良基不在，李承龍最後被職員驅趕，後來李承龍把片段上載至Facebook個人頁面之上。陳良基在事後稱「會報警」處理[5]。

- 在2016年6月洪素珠事件後，李承龍等人與台灣民政府發生衝突。2016年7月15日，桃園市龜山區員林坑路台灣民政府中央會館大門遭人縱火，李承龍等四人涉嫌潑汽油與扔汽油彈縱火、持榔頭敲毀大門大理石招牌，被警方逮捕[6]；警方將全案移送桃園地檢署時，李承龍表示，扔汽油彈是言論自由的表現，唯有剷除違法犯紀組織才能讓台灣民主政治步入正軌[7]。7月18日，李承龍委任律師陳麗玲到法務部矯正署桃園看守所見李承龍，證實李承龍已經絕食抗議並發表三點聲明：「縱火事件是李承龍一人所為」、「縱火是言論自由的表示」、「藍營捍衛中華民國的意志力絕對比台獨陣營強」[8]。7月21日，李承龍恢復進食。8月26日，以10萬元交保。

- 2017年4月16日，設置於烏山頭水庫的八田與一銅像遭「斬首」，中華統一促進黨成員李承龍與女子邱晉芛坦承行動，並稱是做對的事與做該做的事，完全不認同八田與一的歷史評價[9][10][11]。

- 2017年5月28日，李承龍與邱晉芛砸毀台北市逸仙國小、屬於舊北投社的遺址「一對石狛犬」。校方得知後也決定提告。警方依毀損公物罪嫌將2人移送士林地檢署，檢察官29日訊後原諭令2人各以5萬元交保，但2人卻稱無錢交保，檢方改向法院聲請羈押2人，士林地方法院29日晚間裁准2人收押。[12]6月5日，高等法院撤銷裁定，發回士林地方法院，不得抗告，同日晚間7時40分士林地方法院開庭，當庭裁定無保請回。

- 2018年，李承龍代表中華統一促進黨身分參選台北市議員，之後中選會認定其涉入之毀棄、損壞案在登記期間截止前執行未畢而不符參選資格。

- 2018年9月10日，李承龍與中華統一促進黨邱晉芛、徐哲夫、蔣志豪等前往日本台灣交流協會進行潑漆[13]。

- 2018年9月16日，李承龍與統促黨等數人不滿被路過女國中生對車輛比中指而上前辱罵該女子。

## 選舉紀錄
| 年度 | 選舉屆數             | 選舉區                                 | 所屬政黨       | 得票數 | 得票率 | 當選標記 | 備註 |
| ---- | -------------------- | -------------------------------------- | -------------- | ------ | ------ | -------- | ---- |
| 1994 | 第七屆臺北市議員選舉 | 臺北市第六選舉區                       | 新黨           | 17,225 | 5.93%  |          |      |
| 1998 | 第八屆臺北市議員選舉 | 臺北市第四選舉區                       | 無黨籍         | 1,926  | 0.98%  |          |      |
| 2020 | 第十屆立法委員選舉   | 全國不分區及僑居國外國民立法委員選舉區 | 中華統一促進黨 | 32,966 | 0.23%  |          |      |
| 2024 | 第十一屆立法委員選舉 | 臺北市第七選舉區                       | 中華愛國同心會 | 310    | 0.18%  |          |      |

## 外部連結
- 李承龍的Facebook專頁